# Pirkovac
Pirkovac (em cirílico: Пирковац) é uma vila da Sérvia localizada no município de Svrljig, pertencente ao distrito de Nišava, na região de Svrljig, Golak. A sua população era de 24 habitantes segundo o censo de 2011.

## Demografia
| 1948 | 1953 | 1961 | 1971 | 1981 | 1991 | 2002 | 2011 |
| ---- | ---- | ---- | ---- | ---- | ---- | ---- | ---- |
| 175  | 193  | 151  | 120  | 92   | 56   | 34   | 24   |